# F.I.N.
F.I.N. (en version originale anglaise : The End ou Nightmare in Time) est une micronouvelle de Fredric Brown, parue en mai 1961 dans le magazine Dude.

## Résumé
Un savant est dépassé par sa découverte (thème de « l'apprenti sorcier ») : mettant au point une machine permettant d'inverser le sens du temps, il active la machine. Les mots de la nouvelle sont alors réécris en sens inverse.

## Publications

### Publications dans d'autres pays
La nouvelle a été publiée :
- en italien sous le titre La fine (1962)[1] ;
- en néerlandais sous le titre Het Einde (1968)[2] ;
- en espagnol sous le titre El fin (1972)[3] ;
- en croate sous le titre Konac djelo krasi (1981)[4] ;
- en allemand :
  - sous le titre Das Ende (1963)[5] ;
  - sous le titre Das Ende (1981)[6] ;
  - sous le titre Was kann man sagen man kann was ? (1984)[7] ;
  - sous le titre Was kann man sagen man kann was ? (1984)[8].